# So Far... the Best of Sinéad O'Connor
So Far... the Best of Sinéad O'Connor é a primeira compilação da cantora Sinéad O'Connor, lançada a 18 de Novembro de 1997.
O disco contém faixas dos quatro primeiros álbuns de estúdio, juntamente com outras colaborações.

## Faixas
1. "Nothing Compares 2 U" - 5:10
2. "Mandinka" - 3:48
3. "The Emperor's New Clothes" - 5:17
4. "The Last Day of Our Acquaintance" - 4:40
5. "Fire on Babylon" - 5:10
6. "Troy" - 6:33
7. "I Am Stretched on Your Grave" - 5:35
8. "Success Has Made a Failure of Our Home" - 4:29
9. "John I Love You" - 5:49
10. "Empire - Bomb the Bass" - 5:50
11. "I Want Your (Hands on Me)" - 4:39
12. "Heroine" - 4:26
13. "Don't Cry for Me Argentina" - 5:37
14. "You Made Me the Thief of Your Heart" - 6:20
15. "Just Like U Said It Would B" - 4:28